# Destrehan, Louisiana
Destrehan, Louisiana (енгл. Destrehan) насељено је место без административног статуса у америчкој савезној држави Луизијана.

## Демографија
По попису из 2010. године број становника је 11.535, што је 275 (2,4%) становника више него 2000. године.
| Група             | 2000.         | 2010.         |
| Белци             | 9.196 (81,7%) | 8.604 (74,6%) |
| Афроамериканци    | 1.439 (12,8%) | 1.891 (16,4%) |
| Азијати           | 117 (1,0%)    | 141 (1,2%)    |
| Хиспаноамериканци | 429 (3,8%)    | 734 (6,4%)    |
| Укупно            | 11.260        | 11.535        |